# ハイランダー (笠浩二のアルバム)
『ハイランダー』は、りゅうこうじが2006年11月6日にリリースしたアルバムのタイトルである。

## 解説
- 笠浩二が『りゅうこうじ』名義でリリースしたアルバム
- 演奏は笠浩二が在籍しているバンド、Ryu‘s(笠浩二、丸山正剛、katsu)によるもの

## 収録曲
| #   | タイトル                     | 作詞                   | 作曲                   |
| --- | ---------------------------- | ---------------------- | ---------------------- |
| 1.  | 「It's All Right」           | りゅうこうじ           | りゅうこうじ・丸山正剛 |
| 2.  | 「幾億の恋」                 | りゅうこうじ           | りゅうこうじ・丸山正剛 |
| 3.  | 「唯心 -New Version-」       | りゅうこうじ           | りゅうこうじ・丸山正剛 |
| 4.  | 「ナミダも消えて」           | りゅうこうじ           | りゅうこうじ           |
| 5.  | 「Moon」                     | りゅうこうじ・丸山正剛 | 丸山正剛               |
| 6.  | 「Toy Box」(Instrumental)    |                        | りゅうこうじ           |
| 7.  | 「ハイランダー」             | りゅうこうじ           | りゅうこうじ           |
| 8.  | 「スクール・ガール」         | 松本隆                 | 筒美京平               |
| 9.  | 「Romanticが止まらない」     | 松本隆                 | 筒美京平               |
| 10. | 「消えないKiss（Acoustic）」 | 花実                   | りゅうこうじ           |

## 楽曲解説
1. It’s All Right
  - 『AREX-destiny-』のアルバム『AREX-sakura』にも収録している。
2. 幾億の恋
  - 『AREX-destiny-』のアルバム『AREX-sakura』にも収録している。
3. 唯心 -New Version-
  - 『AREX-destiny-』のアルバム『AREX-sakura』にも収録している。
4. ナミダも消えて
  - 『AREX-destiny-』のアルバム『AREX-sakura』にも収録している。
5. Moon
6. Toy Box
  - インスト曲
7. ハイランダー
  - アルバムタイトル曲
8. スクール・ガール
  - 『C-C-B』のシングル『スクール・ガール』の新録バージョン。
9. Romanticが止まらない
  - 『C-C-B』のシングル『Romanticが止まらない』の新録バージョン。
10. 消えないKiss（Acoustic）
  - 後にオムニバス・シングル『Together as one きずな』の1曲としてシングルカットされた。